# Lailapsz
Lailapsz (ógörögül: Λαῖλαψ) különleges tulajdonsággal rendelkező vadászeb, amely minden zsákmányát utolérte és elejtette.

## Története

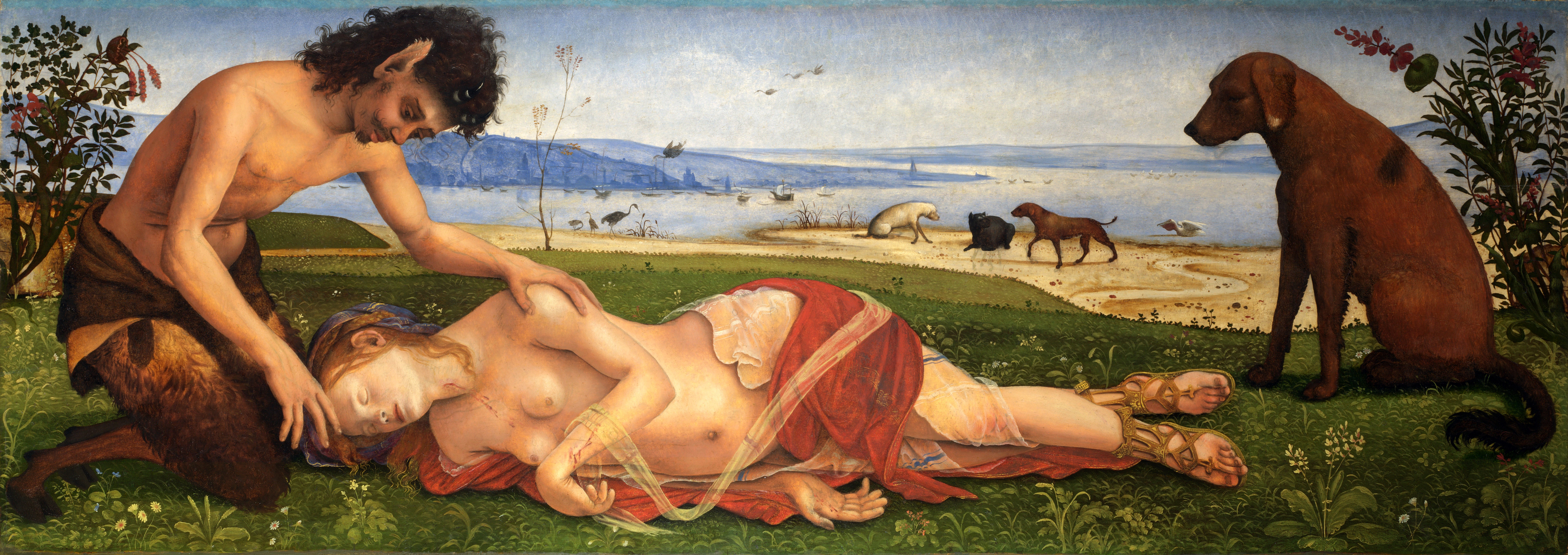
A halott Prokrisz lábánál Lailapsz ül.

Több tulajdonosa is volt. Eredetileg Európé kapta Zeusztól, egy szintén csodálatos tulajdonságokkal rendelkező gerellyel együtt (utóbbi sosem tévesztett célt). Európé fia, Minósz király Prokrisznak adta. A nő férje elől bujkált szégyenében, aminek oka az volt, hogy Kephaloszt Éósz rávette arra, hogy önmagát idegennek álcázva próbálja feleségét hűtlenségre csábítani, és ez arany ígéretével sikerült is neki. Krétán Artemisz társaságában vadászgatott, amikor Minósszal találkozott. Tőle szerelmi szolgálataiért kapta meg az ajándékokat. Attikára visszatérve férje társaságában ment vadászni, önmagát férfinak álcázva.  Kephalosznak megtetszett az eb és a gerely, de Prokrisz csak azzal a feltétellel ígérte neki, ha előtte szeretkezik vele. Ennek megtörténte után a nő felfedte magát. Nem sokkal később azonban Kephalosz felesége halálát okozta a gerellyel, amikor az utána settenkedő nőt, bokorban megbúvó vadnak hitte.
A vérbűne miatt Attikából elvándorolt Kephalosz Thébában kutyáját odaadta Amphitrüónnak, aki a teumésszai rókára uszította. A róka szintén különleges tulajdonsággal rendelkezett: nem volt olyan eb amely utolérhette és megölhette. Ebből kifolyólag az üldözés sosem ért volna véget, ezért Zeusz a kutyát is és a rókát is kővé változtatta. Ezután Lailapszot, a Nagy Kutya, a rókát pedig a Kis Kutya képében Zeusz elhelyezte az égre. (Más források szerint a Kis Kutya Ikariosz hű kutyája, Maira.)